# Louis Agassiz
Pour les articles homonymes, voir Agassiz.
Ne doit pas être confondu avec Louis Agassiz Fuertes.
Jean Louis Rodolphe Agassiz, né le 28 mai 1807 à Môtier (Suisse) et mort le 14 décembre 1873 à Cambridge (États-Unis), est un paléontologue, botaniste, zoologiste, ichtyologiste et géologue suisse naturalisé américain. Il fut l'un des premiers scientifiques américains de renommée mondiale. Il est connu pour être l'un des rares paléontologues ayant milité contre la théorie darwinienne de l'évolution et pour avoir décrit plusieurs espèces de poissons fossiles tels que le mégalodon. Ses théories sur le polygénisme humain, animal et végétal ont été critiquées ; elles  ont contribué indirectement au développement du racisme scientifique.

## Jeunesse et formation
Louis Agassiz reçoit tout d'abord l'éducation de ses parents, puis passe quatre ans dans une école secondaire de Bienne. Il complète ses études élémentaires à l'académie de Lausanne.
Il commence des études de médecine à l'université de Zurich de 1824 à 1826 où il étudie notamment sous Heinrich Rudolf Schinz (1777–1861). Puis, de 1826 à 1827, à celle de Heidelberg où il découvre la paléontologie grâce à Heinrich Georg Bronn (1800-1862) et l'anatomie comparée grâce à un ancien étudiant de Schinz, Friedrich Tiedemann (1781-1861). Enfin, de 1827 à 1830, à l'université de Munich où il suit les cours de Lorenz Oken (1779-1851) et de l'herpétologiste Johann Georg Wagler (1800-1832).
Il obtient le titre de docteur en philosophie en 1829 à Erlangen puis son doctorat de médecine à Munich en 1830. Il s'installe à Paris où, sous la tutelle de Alexander von Humboldt (1769-1859) et Georges Cuvier (1769-1832), il se lance dans la géologie et la zoologie. Jusqu'à cette époque il ne prête pas d'attention particulière à l'ichtyologie, qui va cependant devenir sa principale occupation, bien qu'elle ne soit pas la cause de sa reconnaissance.

## Travaux

### Premiers travaux
En 1819-1820, Johann Baptist von Spix (1781-1826) et Carl Friedrich Philipp von Martius (1794-1868) s'engagent dans une expédition au Brésil et en rapportent, entre autres, une collection de poissons d'eau douce, provenant principalement de l'Amazone. Spix, qui meurt peu de temps après son retour en 1826, n'a pas le temps d'étudier tous les spécimens et Agassiz, bien que venant tout juste de finir ses études, est choisi par Martius pour lui succéder. Il se lance dans ce travail avec l'enthousiasme qui le caractérisera jusqu'à la fin de sa carrière. Il publie ses résultats en 1829. Il poursuit ses travaux par une recherche sur l'histoire des poissons trouvés dans le lac de Neuchâtel. Élargissant son point de vue, il publie une version courte de History of the Freshwater Fishes of Central Europe — Histoire des poissons d'eau douce en Europe centrale en 1830. La version définitive est publiée en 1839 et complétée en 1842. Agassiz la dédie à Georges Cuvier.
En 1832, il est nommé professeur d'histoire naturelle à l'académie de Neuchâtel, qui deviendra en 1909 l'université de Neuchâtel. La même année, désireux de susciter les échanges entre scientifiques neuchâtelois il fonde la Société des sciences naturelles de Neuchâtel (Société neuchâteloise des sciences naturelles dès 1893). Un fonds d'archives concernant la vie professionnelle et personnelle de Louis Agassiz est conservé aux Archives de l'État de Neuchâtel. Ce fonds contient des documents concernant notamment la Société des sciences naturelles et le musée d'histoire naturelle de Neuchâtel. Mais aussi, la botanique, la géologie, la glaciologie, (etc). Il contient divers types de documents, des lettres, des manuscrits, des livres, des journaux, des photos, des dessins ainsi que des planches. Le contenu de ses archives a fait l'objet d'un catalogue.

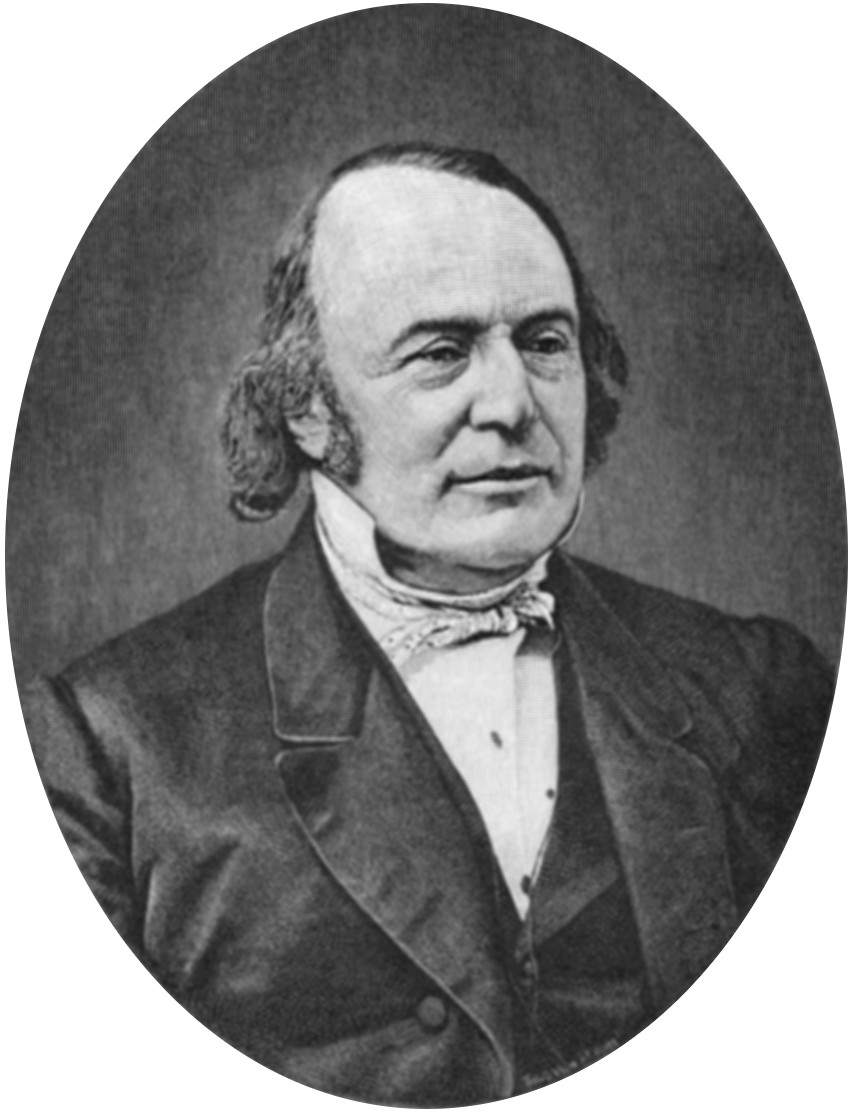

Les poissons fossiles attirent bientôt son attention. Les fossiles contenus dans les ardoises de Glaris et les sédiments de Monte Bolca sont connus à l'époque mais encore peu étudiés. Dès 1829, Agassiz prévoit la publication des travaux qui le font reconnaître comme une sommité dans ce domaine. Cinq volumes de ses Recherches sur les poissons fossiles paraissent entre 1833 et 1843. Les illustrations de Joseph Dinkel mettent en valeur le travail d'Agassiz. Pour la collecte des données nécessaires à ces publications, Agassiz visite les principaux musées d'Europe. À Paris, il rencontre Georges Cuvier qui l'encourage et l'assiste.
Agassiz se rend compte que ses découvertes en paléontologie nécessitent une nouvelle classification des poissons. Les fossiles trouvés présentent rarement, ne serait-ce qu'à l'état de traces, des tissus mous, et même les os sont mal conservés. Ils consistent souvent en dents, écailles et nageoires. Aussi, adopte-t-il une classification basée en quatre groupes : Ganoïdés, Placoïdés, Cycloïdés et Cténoïdés, basés sur la nature des écailles et autres appendices dermiques. Bien qu'Agassiz ait fait beaucoup pour amener ce sujet dans le domaine de la science, cette classification a été supplantée par des travaux postérieurs. 
Au fur et à mesure que ces travaux progressent, il devient évident que ses ressources matérielles limitées sont un frein, à moins de pouvoir trouver une assistance financière. La British Association for the Advancement of Science lui vient en aide ainsi que le comte d'Ellesmere — Lord Francis Egerton — qui lui achète les 1290 dessins originaux pour les présenter à la Geological Society of London. Celle-ci décerne en 1839 la médaille Wollaston à Agassiz pour son travail. En 1838 il est élu membre étranger de la Royal Society. Pendant ce temps, les invertébrés attirent son attention. En 1837 il publie l’esquisse d'une monographie sur les espèces contemporaines et fossiles d'échinodermes, ouvrage dont la première partie paraît en 1838 ; les échinodermes fossiles suisses sont publiés en 1839-1840 ; et les Études critiques sur les mollusques fossiles suivent en 1840-1845.
Avant sa première visite en Angleterre en 1834, les travaux de Hugh Miller et d'autres géologues mettent en lumière les poissons fossiles que recèlent les couches des vieux grès rouges du nord-est de l'Écosse. Les formes étranges des ptérichthyodés, des coccosteus et autres genres sont alors répertoriés pour la première fois. Agassiz est très intéressé par ces spécimens et écrit une Monographie des poissons fossiles du Vieux Grès Rouge, ou Système Dévonien (Old Red Sandstone) des Îles Britanniques et de Russie en 1844-1845. De même, il a eu des échanges très fructueux avec Mary Anning, découvreuse de nombreux fossiles.
Dans la première partie de sa carrière à Neuchâtel, Agassiz se distingue également comme étant un bon directeur de département. Sous sa direction, l'académie de Neuchâtel devient une institution scientifique de premier plan.

### Travaux sur les glaciations

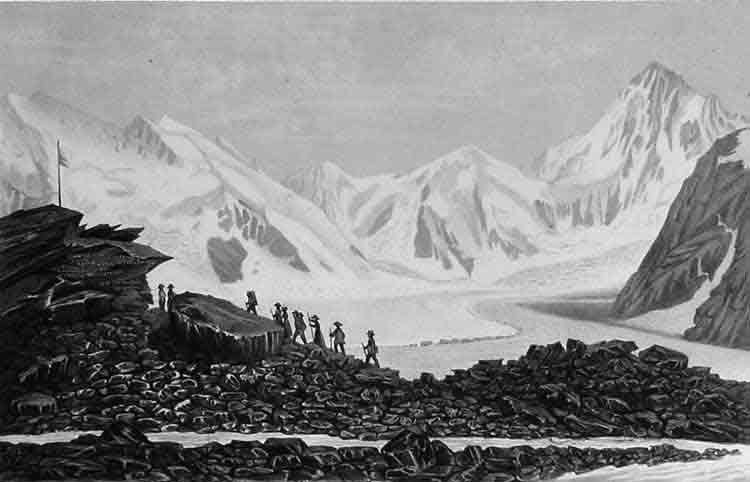
« L'hôtel des Neuchâtelois » dans les moraines du glacier de l'Unteraar, lithographie présente dans « Études sur les glaciers ». Agassiz et son équipe séjournèrent sous ce bloc nommé en l'honneur de leur canton d'origine.

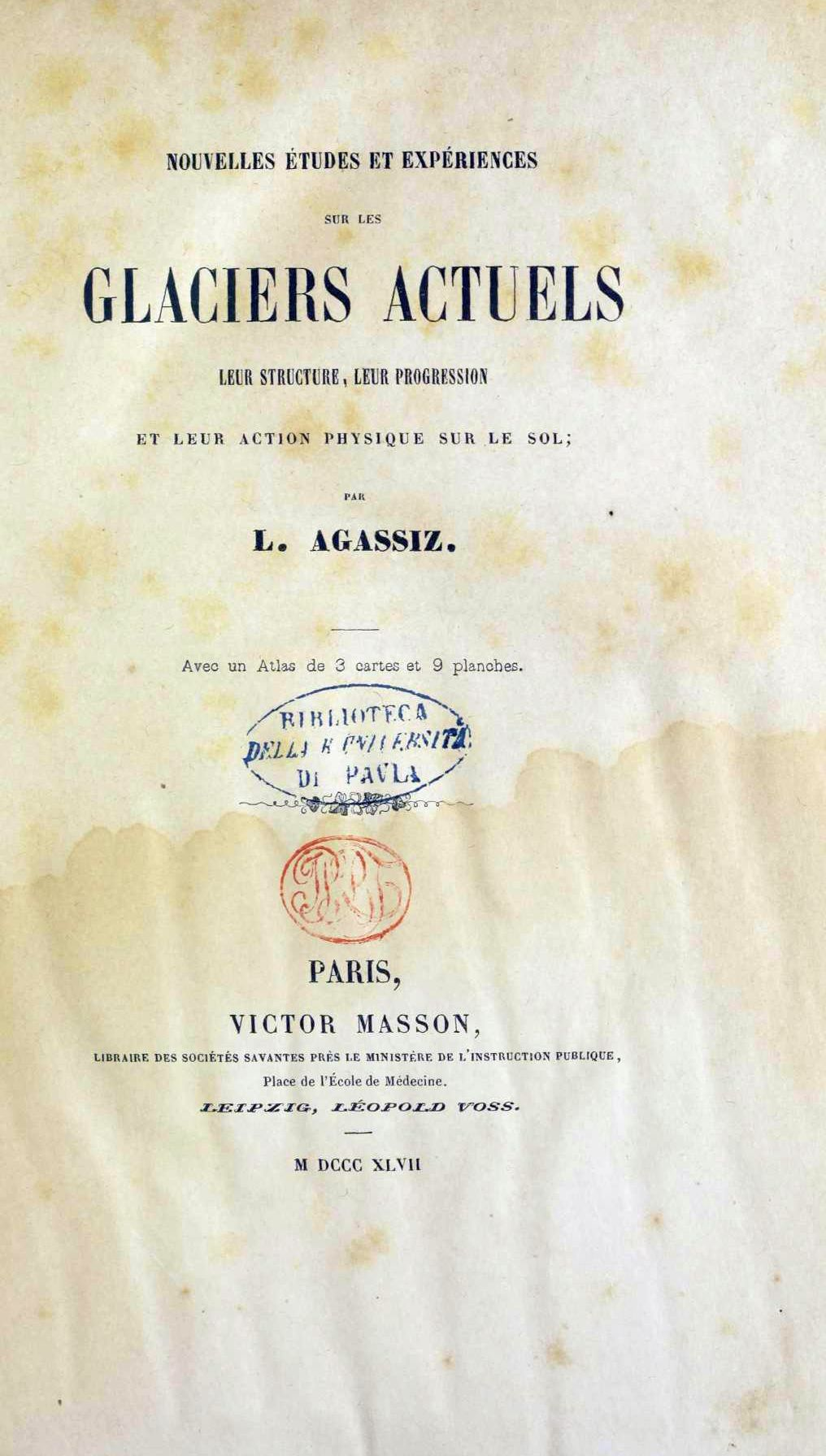
Nouvelles études et expériences sur les glaciers actuels, 1847

En 1837, Agassiz est le premier qui propose scientifiquement l'existence d'âge glaciaire dans le passé de la Terre. Avant lui, de Saussure, Ignaz Venetz, Jean de Charpentier et d'autres ont étudié les glaciers des Alpes. Charpentier en est même arrivé à la conclusion que les blocs de rochers alpins éparpillés sur les pentes et les sommets des montagnes du Jura ont été déplacés par des glaciers. La question ayant attiré l'attention d'Agassiz, il fait non seulement plusieurs voyages dans les Alpes en compagnie de Charpentier mais il se construit aussi une hutte sur le glacier de l'Aar qu'il habite afin d'étudier la structure et les mouvements de la glace. Il en résulte en 1840 Études sur les glaciers comprenant des dessins d'après nature de Joseph Bettannier, ouvrage dans lequel il décrit les mouvements des glaciers, leurs moraines, leurs influences sur le déplacement et l'érosion des roches sur lesquels ils sont situés,  et la formation des stries et des roches moutonnées vues dans les paysages alpins. Il accepte non seulement l'idée de Charpentier, selon qui les glaciers se sont étendus dans la vallée de l'Aar et du Rhône, mais il va plus loin et conclut que la Suisse a été dans un passé relativement récent un autre Groenland; qu'en place de quelques glaciers qui se seraient étendus dans les vallées, une vaste mer de glace prenant origine dans les Alpes a recouvert tout le nord-ouest de la Suisse, jusqu'au Jura qui, bien que stoppant son extension au-delà, n'a pas empêché la glace en bien des endroits d'en atteindre les sommets.
Familiarisé avec les phénomènes associés aux mouvements des glaciers, Agassiz est prêt à la découverte qu'il fait en 1840 avec William Buckland. Ils visitent les montagnes d'Écosse et trouvent en divers emplacements des indices d'ancienne activité glaciaire. Cette découverte est annoncée à la Geological Society of London dans plusieurs communications successives. Les districts montagneux d'Angleterre, du Pays de Galles et d'Irlande sont aussi considérés comme le centre de formation glaciaire et Agassiz remarque que « de grands champs glaciaires, semblables à ceux du Groenland, ont recouvert tous les pays dans lesquels on trouve des graviers non stratifiés (boulder drift) et que ces graviers sont produits par l'abrasion des glaces sur les roches sous-jacentes.

## Déplacement aux États-Unis
Entre 1842 et 1846 il publie ses Nomenclator zoologicus, une classification avec des références de tous les noms employés en zoologie pour les genres et les espèces. Il s'agit d'un travail minutieux et patient. À l'aide d'un don du roi de Prusse, Agassiz traverse l'Atlantique avec pour double objectif d'étudier l'histoire naturelle et la zoologie des États-Unis et de délivrer un cours de zoologie sur l'invitation de John Amory Lowell (en) (1798-1881), au Lowell Institute (en) à Boston (Massachusetts). Les avantages financiers et scientifiques qui lui sont présentés le poussent à s'installer aux États-Unis où il restera jusqu'à la fin de sa vie. Il y fera venir son ami, le géographe suisse Arnold Henri Guyot. Il devient professeur de zoologie et de géologie à l'université Harvard en 1847.

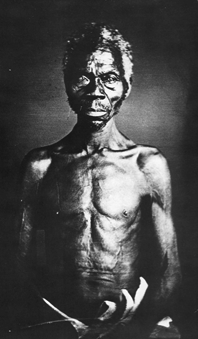
Renty, esclave photographié pour Agassiz en 1850 en Caroline du Sud.

Il adhère à la théorie du polygénisme et, dans son  Essay on Classification de 1851, définit un certain nombre de races humaines basées sur les zones climatiques, zones qui permettent, selon lui, de classer tous les animaux, plantes et variétés humaines. Il définit ainsi la zone tempérée de l'Amérique de l'Ouest (les peuples indigènes à l'ouest des Rocheuses) ; la zone tempérée de l'est de l'Amérique (l'est des Rocheuses) ; l'Asie tropicale (au sud de l'Himalaya) ; l'Asie tempérée (à l'est de l'Oural et au nord de l'Himalaya) ; l'Amérique du Sud tempérée ; la Nouvelle-Hollande (l'Australie) ; l'Arctique (Alaska et Canada arctique) ; le cap de Bonne-Espérance (l'Afrique du Sud) ; et l'Amérique tropicale (l'Amérique centrale et les Caraïbes). Il participe, en compagnie de Josiah Clark Nott, George Robins Gliddon, William Usher, Henry Stuart Patterson, à la publication, en 1854, d'un important travail ethnologique intitulé Types of Mankind qui rencontre un grand succès, et est suivi, en 1857, par Indigenous Races of the Earth. Il contribue ainsi à fournir au racisme une caution qu'on jugeait alors scientifique.
En 1852 il accepte un poste d'anatomie comparée à Charlestown mais démissionne après deux ans. À partir de cette date son travail scientifique diminue mais il a une influence profonde, à travers des décennies d'enseignement, sur de futurs grands scientifiques tels que David Starr Jordan (1851-1931), Joel Asaph Allen (1838-1921), Joseph LeConte (1823-1901), Nathaniel Southgate Shaler (1841-1906), Alpheus Spring Packard (1839-1905), Temple Prime (1832-1905) et son fils Alexander Emanuel Agassiz (1835-1910).
En retour son nom est attaché à plusieurs espèces, Apistogramma agassizii, Isocapnia agassizii, Sphaerocoryne agassizii ou Gopherus agassizii, ainsi qu'ici et là à travers le paysage américain, tel le lac Agassiz, le précurseur au Pléistocène du lac Winnipeg et de la rivière Rouge. Il a été aussi à l'origine de la création du Muséum d'anatomie comparée à Cambridge, qui recevra ses collections à sa mort, et fait une première étude de la dernière glaciation en Amérique du Nord.
Durant cette époque sa renommée grandit, y compris auprès du grand public, devenant l'un des plus fameux scientifiques de son temps. En 1857 il est si connu que Longfellow écrit The fiftieth birthday of Agassiz - Le Cinquantième Anniversaire d'Agassiz en son honneur. Agassiz continue à écrire avec quatre volumes de Natural History of the United States, Histoire naturelle des États-Unis qui sont publiés de 1857 à 1862. Il publie aussi un catalogue des articles dans son domaine de prédilection Bibliographia Zoologiae et Geologiae en quatre volumes entre 1848 et 1854. En 1861 il reçoit la médaille Copley, la plus haute distinction de la Royal Society.
Sa santé se dégrade dans les années 1860 aussi il décide de retourner sur le terrain pour à la fois se relaxer et poursuivre ses études sur les poissons brésiliens. En avril 1865 il conduit une expédition au Brésil. De retour en 1866 il écrit A Journey in Brazil, un voyage au Brésil publié deux ans plus tard. En 1871 il visite les côtes sud de l'Amérique du Nord du côté Atlantique et Pacifique.

## Ses legs
Dans les dernières années de sa vie, il travaille à l'établissement d'une école permanente où la zoologie peut être étudiée in vivo. En 1873, un philanthrope, John Anderson donne à Agassiz l'île de Penikese dans la baie de Buzzards (Massachusetts) ainsi que 50 000 dollars pour créer l'école John Anderson d'histoire naturelle. Celle-ci ferme peu après la mort d'Agassiz mais est considérée comme le précurseur de l'institut d'océanographie Woods Hole Oceanographic Institution qui est proche, situé sur la presqu'île de Cap Cod.
On se rappelle Agassiz principalement pour son travail sur les glaciations mais aussi pour être un des derniers grands zoologistes à ne pas avoir accepté la théorie de Charles Darwin sur l'évolution, une attitude sur laquelle il n'a pas voulu revenir pendant le reste de sa vie. Il est mort en 1873 et est enterré au Mount Auburn Cemetery. Son monument est un rocher apporté d'une moraine située dans les Alpes, non loin de l'endroit où il avait bâti sa hutte, et les sapins qui abritent sa tombe ont été envoyés depuis son ancienne maison en Suisse.
Son professorat est renommé et son dévouement auprès de ses étudiants fait dire de lui best friend that ever student had (le meilleur ami qu'un étudiant ait jamais eu). Il forme de grands zoologistes comme Charles Frédéric Girard (1822-1895), Frederic Ward Putnam (1829-1915), Alexander Emanuel Agassiz (1835-1910), son fils, Samuel Garman (1843-1927), Samuel Hubbard Scudder (1837-1911) ou David Starr Jordan (1851-1931). Son disciple Jules Marcou, qui l'admirait particulièrement, passa les dernières années de sa vie à écrire sa biographie.
En 1935, l'union astronomique internationale a donné son nom au promontoire lunaire Promontorium Agassiz.

## Liste partielle des publications
- Histoire des poissons d'eau douce en Europe centrale
- 1833-1843 : Recherches sur les poissons fossiles
  - Version numérique sur le site de Gallica :
    - Tome 1 Contenant l’introduction et toutes les questions générales , anatomiques, zoologiques et géologiques,
    - Tome 2 Contenant l’Histoire de l’Ordre des Ganoïdes,
    - Tome 3 Contenant l’Histoire de l’Ordre des Placoïdes,
    - Tome 4 Contenant l’Histoire de l’Ordre des Cténoïdes,
    - Tome 5 Contenant l’Histoire de l’Ordre des Cycloïdes.

  - Version numérique sur le site de la Bibliothèque municipale de Lyon (contenant les 5 tomes).
- 1839-1842 : History of the Freshwater Fishes of Central Europe
- 1840 : Études sur les glaciers — Version numérique sur le site de Gallica
- 1840-1845 : Études critiques sur les mollusques fossiles
- 1842-1846 : Nomenclator Zoologicus - De l'espèce et de la classification en zoologie — Version numérique sur le site de Gallica – Index général sur le site de Gallica
- 1844-1845 : Monographie des poissons fossiles du Vieux Grès Rouge, ou Système Dévonien (Old Red Sandstone) des Îles Britanniques et de Russie
- 1847 : 
  - Nomenclatoris zoologici. Index universalis, continens nomina systematica classium, ordinum, familiarum et generum animalium omnium, tam viventium quam fosilium, secundum ordinem alphabeticum unicum disposita, adjectis homonymiis plantarum, nec non variis adnotationibus et emendationibus, Soleure, Jent et Gassmann, VIII-393 pp.
  - Nouvelles études sur les glaciers, leur structure, leur progression et leur action physique sur le sol-lieu=Paris, Victor Masson (lire en ligne ).
- 1848 : Bibliographia Zoologiae et Geologiae
- 1848 : avec Augustus Addison Gould (1805-1866) Principles of Zoology for the use of Schools and Colleges (Boston)
- 1850 : Lake Superior: Its Physical Character, Vegetation and Animals, compared with those of other and similar regions (Boston: Gould, Kendall and Lincoln)
- 1850 : The classification of insects from embryological data (Metcalf, Cambridge) — Version numérique sur le site de Gallica
- 1847-1862 : Contributions to the Natural History of the United States of America — Version numérique sur le site de Gallica (quatre volumes)
- 1868 : A Journey in Brazil
- 1869 : De l'espèce et de la classification en zoologie, édition revue et augmentée, traduit de l'anglais par Félix Vogeli, Paris, Éd. Germer Baillière, coll. «Bibliothèque de philosophie contemporaine»

## Hommages et polémique

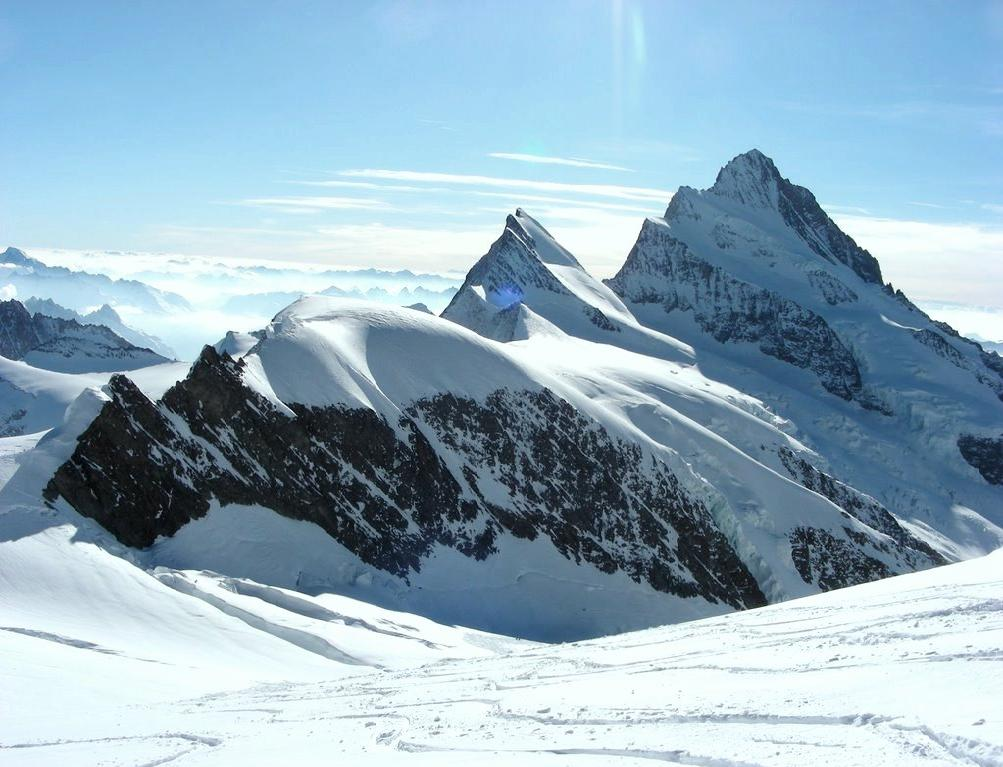
Au centre le Pic Agassiz, à droite le Finsteraarhorn.

Une montagne des Alpes bernoises porte son nom : le Pic Agassiz (en allemand : Agassizhorn) (3 953 m). En 2007, à l’occasion du bicentenaire de la naissance de Louis Agassiz, la campagne « Démonter Agassiz » attire l’attention sur ses théories racistes et demande que le pic soit rebaptisé « Pic Renty », du nom d’un esclave photographié en Caroline du Sud par Agassiz dans le but de prouver scientifiquement l’infériorité de la « race noire »,.
Une place de Neuchâtel a été baptisée « Espace Louis Agassiz » en 1984. Cette appellation a été utilisée comme adresse uniquement pour la Faculté des lettres et des sciences humaines de l’université de Neuchâtel. En 2018, la Ville de Neuchâtel décide de reconsidérer la place et l'héritage de Louis Agassiz dans l'espace public, le scientifique ayant défendu des thèses racistes. La place est rebaptisée « Espace Tilo-Frey » (1923-2008, conseillère nationale, métisse et pionnière de l’égalité),.
Plusieurs glaciers portent son nom notamment le Glacier Agassiz en limite de l'Alaska et du Yukon et le Glacier Agassiz sur l'île principale de l'archipel des Kerguelen dans les Terres australes et antarctiques françaises.

### Sources
- Fonds : Louis Agassiz (1817-1873).  Cote : AGASSIZ LOUIS. Archives de l'État de Neuchâtel (présentation en ligne).